# Racing Club Beirut
El Racing Beirut (en árabe: الراسينغ بيروت‎) es un equipo de fútbol de Líbano que juega en la Primera División de Líbano, la máxima categoría de fútbol en el país.

## Historia
Fue fundado en el año 1950 en la capital Beirut por un grupo de cristianos radicados en Beirut y en su historial han ganado el título de la Primera División de Líbano en 3 ocasiones, y han llegado a la final de la Copa FA de Líbano en dos ocasiones, perdiendo ambas.
En su historial ha tenido varios partidos contra clubes internacionales, donde también ha enfrentado a Brasil Sub-23.

## Palmarés
- Primera División de Líbano: 3

1955/56, 1964/65, 1969/70

## Jugadores

### Jugadores destacados
- Sergey Erzrumyan
- Joseph Abou Murad
- Foud Sayegh

## Entrenadores

### Entrenadores destacados
- Ljubiša Broćić (1955)
- Ion Bogdan (1967–70)
- Dorian Marin (2004–05)
- Libor Pala (2012–15)